# 日本社会福祉士会
公益社団法人日本社会福祉士会（にほんしゃかいふくししかい、英文名 Corporate Juridical Person “Japanese Association of Certified Social Workers (JACSW)”）は、社会福祉士によって構成される職能団体。任意団体として1993年（平成5年）に設立、1996年（平成8年）に社団法人 となる。
設立以来、社会福祉士個人を会員としていたが、2012年（平成24年）の連合体への移行に伴い各都道府県ごとの社会福祉士会を会員にすると改めた。
社会福祉に関する啓蒙や啓発活動、社会福祉士の利益を守るためのロビー活動､会員である各都道府県ごとの社会福祉士会に対する後方支援などを行っている。

## 組織
社会福祉士全体から見た各都道府県の社会福祉士会の総組織率は、2014年の段階で約20％で、人数は約3.5万人。設立当初は下部組織として各都道府県の社会福祉士会を設置していたが、2012年（平成24年）の連合体組織への移行にともない各都道府県の社会福祉士会は独立した組織となった。社会福祉士個人は、連合体の会員である各都道府県ごとの社会福祉士会に入会することで、間接的に日本社会福祉士会に所属することになった。弁護士等とは異なり法的に所属を義務付けられてはいないため、加入は各社会福祉士個人の任意である。各都道府県の組織については下記を参照の事。
当団体が日本精神保健福祉士協会、日本医療ソーシャルワーカー協会、日本ソーシャルワーカー協会とともに構成している日本ソーシャルワーカー連盟は、ソーシャルワーカーの国際組織である国際ソーシャルワーカー連盟（International Federation of Social Workers）に加盟している。

## 活動
社会福祉士の業務の発展、研鑽等に努めることを業務とする。その中で本会は、年度ごとに全国大会とあわせて「社会福祉士学会」を開催するなど、社会福祉やソーシャルワークに関する会員の調査・研究活動に対する支援を行っているほか、受託事業としての調査・研究も行っている。
また、会員を対象とした研修の開発や提供、社会福祉士資格取得に対する支援から社会福祉士の実践支援までを対象とした書籍の企画や出版活動も行っている。更に、成年後見制度における専門職後見の活動に力を入れており、各都道府県の社会福祉士会が設置する権利擁護センター「ぱあとなあ」の支援も行っている。
なお、各都道府県の社会福祉士会によってはそれぞれが都道府県や市区町村から生活困窮者自立相談支援事業や地域定着支援センターなどの事業を受託したり、福祉サービス第三者評価機関として独自に活動している場合もあるが、いずれの運営に関しても各都道府県の社会福祉士会による連合体組織である本会は関与しない。

### 出版活動
日本社会福祉士会は年に1回、機関紙「社会福祉士」を発刊している。各都道府県の社会福祉士会もそれぞれ地域ごとに研究誌や広報誌を発刊している。
他に幾つかの書籍の編修に携わっている。
- 日本社会福祉士会編集「地域共生社会に向けたソーシャルワーク　―社会福祉士による実践事例から」（中央法規出版）2018年 ISBN 9784805857564
- 日本社会福祉士会編集「成年後見実務マニュアル　基礎からわかるQ&A」（中央法規出版）2011年 ISBN 9784805834688

### ロビー活動
職能団体として、政府や自治体、政治家に対する要望、要請、陳情等の活動（ロビー活動）も行っている。ただ、弁護士会など他の職能団体と比べても様々な社会問題に関しての言及及び会としての声明の発信が遅れていたり、沈黙を保っていることが多いことを指摘する声が社会福祉士会の会員から寄せられたことがある。

#### 批判
- 2019年11月に日本社会福祉士会の幹部が地域共生社会推進に向けての福祉専門職支援議員連盟の事務局長で衆議院議員の橋本岳（自民党）の政治資金パーティーに参加した。その行動が自公政権に融和的であるとして、「都道府県社会福祉士会会員有志」というグループが「公益社団法人日本社会福祉士会は、政治的スタンスについて丁寧な説明を！」という要望書を会長の西島善久に送付した[3] 。また地方組織の東京社会福祉士会や岐阜県社会福祉士会は経緯の説明を求める申し入れを日本社会福祉士会に行っている[4]。
- 2021年の衆議院選挙において、日本社会福祉士会が都道府県社会福祉士会会長会議（2021年10月2日開催）の中で各都道府県社会福祉士会会長に対して、衆議院議員の橋本岳（自民党）を選挙の際には推薦するよう要請した。これに対して、岐阜協立大学教授で岐阜県社会福祉士会会員の高木博史は西島会長への抗議署名活動を行って、3日間で集めた142名分の福祉関係者による署名を同会に送付した。高木は声明で「公益社団法人の政治活動は社会的信用に大きくかかわる問題だ」「今後も政治活動をしたいのであれば別個に任意の政治団体を作るべきだ」としている。日本大学の元教授の岩井奉信は「公益法人には高度な公益性と中立性が求められる。特定の政党や政治家を支援すべきではない」と指摘した[5]。2021年11月26日、東京社会福祉士会は日本社会福祉士会からの橋本への推薦依頼には応じなかったことを明らかにし、「特定の政党や会派・議員のみを支持するかのような行動は、それらの個性を軽視する行為に他ならない」と本件における日本社会福祉士会の行動を批判する内容の声明を発表した[6]。

## 認定社会福祉士・独立型社会福祉士

### 認定社会福祉士
日本社会福祉士会が立ち上げた「認定社会福祉士認証・認定機構」が、社会福祉士の上位資格として「認定社会福祉士」という資格を2014年に創設した。これは社会福祉士のキャリアアップを支援する仕組みとして、実践力を分野（高齢、障害、児童・家庭、医療、地域社会・多文化）ごとに認定する「認定制度」（民間資格）である。
「認定社会福祉士」の取得条件は以下の通り。
1. 国家資格である社会福祉士資格を有すること
2. 日本において倫理綱領と懲戒の権能を持っているソーシャルワーカーの職能団体正会員であること
3. 相談援助実務経験が社会福祉士資格を取得してから5年以上を有し、社会福祉士制度における指定施設および職種に準ずる業務等に従事していること
  - 社会福祉士を取得してからの実務経験が複数の分野にまたがる場合は、認定を受ける分野での経験が2年以上あること
4. 実務経験の期間において、機構が具体的に示す「必要な経験」があること
5. 次のいずれかの研修を受講していること
  - 機構の認める機関で指定された研修（スーパービジョン実績を含む）を受講していること
  - 機構が定めた認定社会福祉士認定研修を受講していること

「認定社会福祉士」は認定取得後、さらに下記の条件を満たすことで「認定上級社会福祉士」を取得することができる。
1. 認定社会福祉士を取得してから、社会福祉士制度における指定施設および職種に準ずる業務等に5年以上従事していること
2. 実務経験の期間において、機構が具体的に示す「必要な経験」があること
3. 機構の認める機関で指定された研修（スーパービジョン実績を含む）を受講していること
4. 機構が定める「教育実績」「研究実績」「社会活動」ごとに実績があること。
5. 機構が定める基準を満たした論文発表または認められた学会における学会発表をしていること
6. 機構が実施する試験に合格すること

### 独立型社会福祉士
社会福祉士の独立開業自体は原則的に自由だが、認定社会福祉士は日本社会福祉士会が作成する「独立型社会福祉士名簿」に登録することができる。
名簿登録者には、当団体による支援や他団体・行政への紹介が受けられるとしている。
登録者数は2021年8月現在で約450人。
独立型社会福祉士は主に個別の相談者（クライアント）に対応するほか、都道府県ごとの社会福祉士会にある「権利擁護センターぱあとなあ」に所属する社会福祉士は専門職後見人として成年後見制度の活動にも参加している。
また、介護認定調査員としてケアプランの作成や介護認定調査、行政機関の福祉に関わる委員会への参加、福祉系の教育機関などでの教育活動や講演活動、福祉の専門家として企業や各種団体とアドバイザー・顧問契約を行うなど多岐にわたって活動している。